# Feels (Animal Collective)
Feels è il sesto album discografico del gruppo musicale statunitense Animal Collective, pubblicato il 18 ottobre 2005.

## Tracce
1. Did You See the Words – 5:15
2. Grass – 2:59
3. Flesh Canoe – 3:44
4. The Purple Bottle – 6:48
5. Bees – 5:38
6. Banshee Beat – 8:22
7. Daffy Duck – 7:34
8. Loch Raven – 4:59
9. Turn into Something – 6:29